# Мэннинг, Эд
Эдвард Р. «Эд» Мэннинг (англ. Edward R. "Ed" Manning; родился 2 января 1944 года, Саммит, Миссисипи, США — 4 марта 2011 года, Форт-Уэрт, Техас, США) — американский профессиональный баскетболист и тренер, выступавший на протяжении четырёх сезонов в Национальной баскетбольной ассоциации, а также ещё пяти неполных сезонов в Американской баскетбольной ассоциации. В качестве ассистента Ларри Брауна он стал чемпионом NCAA в сезоне 1987/1988 годов в составе команды «Канзас Джейхокс», в котором MOP финала был признан его сын Дэнни Мэннинг.

## Ранние годы
Эд Мэннинг родился 2 января 1944 года в городе Саммит (штат Миссисипи).

## Статистика

### Статистика в НБА
| Сезон                                                                                    | Команда  | Регулярный сезон | Регулярный сезон | Регулярный сезон | Регулярный сезон | Регулярный сезон | Регулярный сезон | Регулярный сезон | Регулярный сезон | Регулярный сезон | Регулярный сезон | Регулярный сезон | Серия плей-офф | Серия плей-офф | Серия плей-офф | Серия плей-офф | Серия плей-офф | Серия плей-офф | Серия плей-офф | Серия плей-офф | Серия плей-офф | Серия плей-офф | Серия плей-офф |
| Сезон                                                                                    | Команда  | GP               | GS               | MPG              | FG%              | 3P%              | FT%              | RPG              | APG              | SPG              | BPG              | PPG              | GP             | GS             | MPG            | FG%            | 3P%            | FT%            | RPG            | APG            | SPG            | BPG            | PPG            |
| ---------------------------------------------------------------------------------------- | -------- | ---------------- | ---------------- | ---------------- | ---------------- | ---------------- | ---------------- | ---------------- | ---------------- | ---------------- | ---------------- | ---------------- | -------------- | -------------- | -------------- | -------------- | -------------- | -------------- | -------------- | -------------- | -------------- | -------------- | -------------- |
| 1967/68                                                                                  | Балтимор | 71               |                  | 13,4             | 43,2             |                  | 60,6             | 5,3              | 0,5              |                  |                  | 4,0              | Не участвовал  | Не участвовал  | Не участвовал  | Не участвовал  | Не участвовал  | Не участвовал  | Не участвовал  | Не участвовал  | Не участвовал  | Не участвовал  | Не участвовал  |
| 1968/69                                                                                  | Балтимор | 63               |                  | 11,5             | 44,8             |                  | 64,8             | 3,9              | 0,3              |                  |                  | 4,7              | 4              |                | 15,8           | 38,9           |                | -              | 5,8            | 0,3            |                |                | 3,5            |
| 1969/70                                                                                  | Балтимор | 29               |                  | 5,6              | 48,5             |                  | 62,5             | 1,2              | 0,1              |                  |                  | 2,4              | Не участвовал  | Не участвовал  | Не участвовал  | Не участвовал  | Не участвовал  | Не участвовал  | Не участвовал  | Не участвовал  | Не участвовал  | Не участвовал  | Не участвовал  |
| 1969/70                                                                                  | Чикаго   | 38               |                  | 16,2             | 34,1             |                  | 77,1             | 5,2              | 0,9              |                  |                  | 5,6              | 2              |                | 14,5           | 50,0           |                | 50,0           | 4,5            | 1,5            |                |                | 5,5            |
| 1970/71                                                                                  | Портленд | 79               |                  | 19,7             | 43,5             |                  | 80,6             | 5,2              | 1,4              |                  |                  | 7,1              | Не участвовал  | Не участвовал  | Не участвовал  | Не участвовал  | Не участвовал  | Не участвовал  | Не участвовал  | Не участвовал  | Не участвовал  | Не участвовал  | Не участвовал  |
|                                                                                          | Всего    | 280              |                  | 14,3             | 42,3             |                  | 70,2             | 4,5              | 0,7              |                  |                  | 5,1              | 6              |                | 15,3           | 42,9           |                | 50,0           | 5,3            | 0,7            |                |                | 4,2            |
| Наведите курсор мыши на аббревиатуры в заголовке таблицы, чтобы прочесть их расшифровку. |          |                  |                  |                  |                  |                  |                  |                  |                  |                  |                  |                  |                |                |                |                |                |                |                |                |                |                |                |